# Камісу

35°53′24″ пн. ш. 140°39′53″ сх. д. / 35.89000° пн. ш. 140.66472° сх. д.
Камі́су (яп. 神栖市, かみすし, МФА: [kamʲisu ɕi̥]) — місто в Японії, в префектурі Ібаракі.

## Короткі відомості
Розташоване в південно-східній частині префектури, на узбережжі Тихого океану. Виникло на основі портового містечка раннього нового часу. Отримало статус міста 1 серпня 2005 року. Складова Касімського промислового району. Основою економіки є металургія, хімічна промисловість, нафтопереробка, вирощування перцю і рибальство. Центр стратегічно важливого порту Касіма. В місті розташоване синтоїстське святилище Ікісу. Станом на 1 жовтня 2007 площа міста становила 147,24 км². Станом на 1 серпня 2008 населення міста становило 93 614 осіб.